# 宠儿
《宠儿》（英語：Beloved），托妮·莫里森的第5部小说，主要根据黑奴玛格丽特·加纳的事迹改编，1988年获普利策小说奖。《纽约时报》将其评为25年来最佳小说。

## 情节
肯塔基州农场“甜蜜之家”拥有6个黑奴，农场主加纳夫妇爱护且信任他们。黑尔牺牲了5年的安息日，终于赎出其母贝比·萨克斯，塞斯被购进以代替她。塞斯与黑尔相爱，与他有了两个孩子。然而好景不长，加纳先生去世，加纳太太得了重病。加纳先生的妹夫“学校老师”进了“甜蜜之家”，开了虐打黑奴的先例......

## 改編作品
強納森·德米於1998年改編成電影《宠儿》。

## 外部連結
- Podcast of Toni Morrison discussing Beloved（页面存档备份，存于） on the BBC's World Book Club